# Fołks-Partaj
Fołks-Partaj (jid. Partia Ludowa), właśc. Jidisze Fołks-Partaj in Pojln (jid. Żydowska Partia Ludowa w Polsce) – ugrupowanie żydowskie działające w okresie II Rzeczypospolitej i przez krótki czas po II wojnie światowej. Partia ta propagowała ideały autonomizmu żydowskiego, czołowej koncepcji wpływającej na kształtowanie się ruchu fołkistowskiego. Członkowie Fołks-Partaj w Polsce, w przeciwieństwie do reszty fołkistów, bardzo silnie akcentowali znaczenie języka jidysz.

## Historia
Ugrupowanie po raz pierwszy pojawiło się na arenie politycznej w 1916 r., kiedy to jej członkowie pojawili się do wyborów do Rady Miejskiej Warszawy. Fołkiści prezentowali wówczas stanowisko wrogie wobec porozumienia ugrupowań polskich i żydowskich. Powstanie partii zostało proklamowane w 1917 r., na urządzonej w tym celu konferencji. Wkrótce ruch stał się bardzo silny w Warszawie, Łodzi, Lublinie, jak również na obszarze województwa wileńskiego.
Znaczącymi działaczami Fołks-Partaj w tym okresie byli m.in., Noach Pryłucki, Samuel Hirszhorn, Elchanan Zeitlin, Hirsz Nomberg i Cemach Szabad. W 1919 r., w wyborach do Sejmu, fołkistom polskim udało się zdobyć 2 miejsca w izbie, ale w wyborach 1922 r. już żadnego. Było to związane z ostrą walką z Blokiem Mniejszości Narodowych. W 1926 r. miał miejsce rozłam, w wyniku którego Cemach Szabad utworzył Jidisze Demokratisz-Fołkistisze Partaj in Pojln (jid. Żydowska Partia Demokratyczno-Ludowa w Polsce), która na swoją siedzibę wybrała Wilno. Wkrótce jednak oba środowiska zaczęły ciążyć w swoim kierunku. Było to spowodowane wspólnym zwalczaniem Bloku Mniejszości Narodowych pod przywództwem Izaaka Grübauma przed wyborami parlamentarnymi w 1928 r. W 1931 r. doszło do zjednoczenia obu ugrupowań na wspólnym zjeździe. Po przewrocie majowym na bazie ŻDP powstał Ogólno-Żydowski Narodowy Blok Wyborczy. Zajmował opozycyjne stanowisko do partii syjonistycznych. Fołkiści nie byli jednak w stanie z powodzeniem konkurować z innymi, większymi ugrupowaniami, takimi jak Aguda, Bund czy partie syjonistyczne.
Po II wojnie światowej ruch fołkistowski w Polsce usiłował odrodzić się pod postacią Żydowskiego Stronnictwa Demokratycznego. Partia ta nie uzyskała jednak legalizacji ze strony władz. Brak zalegalizowanej działalności wiązał się z negatywną oceną Żydowskiego Stronnictwa Demokratycznego dokonaną przez niektórych przedstawicieli Centralnego Komitetu Żydów w Polsce. Mimo problemów z zalegalizowaniem działalności fołkiści podejmowali wielokierunkową działalność. Jednym z jej elementów było wydawanie ulotek w języku polskim oraz biuletynu, który ukazywał się od maja 1946 do maja 1948 roku, w nakładzie 2 tysięcy egzemplarzy38 . Treści przedstawiane w poszczególnych numerach były spisywane przede wszystkim w języku polskim. Poszczególne numery biuletynów liczyły od dwóch do ośmiu stron.

## Ideologia
Członkowie Fołks-Partaj opowiadali się przeciwko emigracji Żydów z krajów diaspory, w przeciwieństwie do syjonistów. Zamiast tego propagowali ich „kulturową autonomię” i podkreślali znaczenie języka jidysz jako ważnego czynnika kulturotwórczego. Niechętnie ustosunkowywali się także do polskich i żydowskich partii socjalistycznych, choć Fołks-Partaj prowadziła współpracę z Bundem w ramach takich organizacji oświatowych jak CISZO i Szul-Kult.